# Ascogaster bifurcata
Ascogaster bifurcata är en stekelart som beskrevs av Ku och Sergey A. Belokobylskij 1998. Ascogaster bifurcata ingår i släktet Ascogaster och familjen bracksteklar. Inga underarter finns listade.